# Alberto Zevi
Alberto Zevi (Verona, 24 giugno 1920 – Milano, 16 dicembre 1993) è stato un imprenditore, editore e traduttore italiano.
Nel 1946 fondò la Elmag di Monza, azienda dedicata alla progettazione di impianti per la lavorazione del legno. Tra i fondatori della casa editrice Adelphi nel 1962, ne fu azionista dal 1965 e presidente dal 1975 al 1993.

## Biografia
Nato a Verona in una famiglia della borghesia ebraica, compie gli studi universitari a Milano, laureandosi in economia all’Università Bocconi. Nel 1938, le leggi razziali fasciste lo costringono all’esilio a Ginevra, dove prosegue gli studi. Allievo di Guglielmo Ferrero, entra a far parte di un gruppo di amici (tra cui Luciano Foà e Giorgio Fuà), al cui interno si delineano progetti culturali ed editoriali che si concretizzeranno nel dopoguerra. Da Ginevra collabora attivamente con le Nuove Edizioni Ivrea di Adriano Olivetti nell'acquisizione di diritti e nella proposta di titoli. Nel periodo post-bellico, la sua traduzione de Lo straniero di Albert Camus, uscita nel 1947, apre la nuova collana Pegaso Letterario di Bompiani,  mentre la sua traduzione di Per chi suona la campana di Ernest Hemingway, realizzata assieme a Luciano Foà e pubblicata in Svizzera, viene riproposta da Elio Vittorini a puntate sul periodico «Il Politecnico» nel 1946.
Dal 1946, la ricerca e l’applicazione delle tecnologie sono il centro della sua attività nella conduzione di diverse società tra cui la Elmag di Monza, azienda leader italiana nella progettazione di impianti per la lavorazione del legno.
Il suo ruolo pionieristico nell'innovazione tecnologica dell'industria del mobile include l'invenzione, progettazione e realizzazione di impianti industriali, la collaborazione con le industrie del mobile della Brianza e la fondazione del Centro Studi Industria Leggera (CSIL) ispirato anche all'ISTAO di Giorgio Fuà.
Nel 1962 predispone insieme a Luciano Foà e Roberto Olivetti lo statuto di Adelphi e fornisce a Luciano Foà il capitale necessario per diventarne azionista. Collabora attivamente nella gestione e nelle scelte editoriali della casa editrice, diventandone socio e consigliere dal 1965 (quando con Anna Devoto acquista le quote di Roberto Olivetti), e Presidente del consiglio di amministrazione dal 1975 al 1993.